# 卤氧化物
卤氧化物又称氧卤化物（英语：oxyhalide或oxohalide）是一类化合物，氧和卤素连接其中心原子M，通式为MaObXc（X＝卤素）。

## 制备

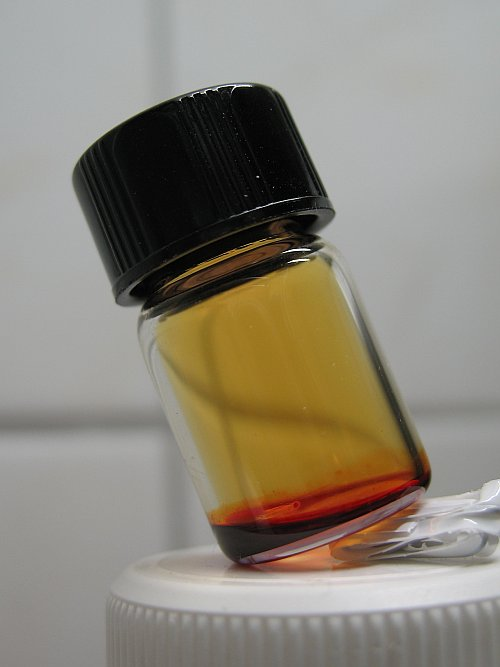
铬酰氯液体及蒸气

卤氧化物可以通过多种方法制备：
- 低价卤化物的部分氧化：

2 PCl3 + O2 → 2 POCl3
- 氧化物的部分卤化：

2 V2O5 + 6 Cl2 + 3 C → 4 VOCl3 + 3 CO2
- 氧基取代反应：

[CrO4]2− + 2Cl− + 4H+ → CrO2Cl2 + 4H2O
卤素交换反应也能制备卤氧化物，但这种反应也会产生混合卤氧化物，如POFCl2和CrO2FCl。